# حديقة نباتات في أذربيجان

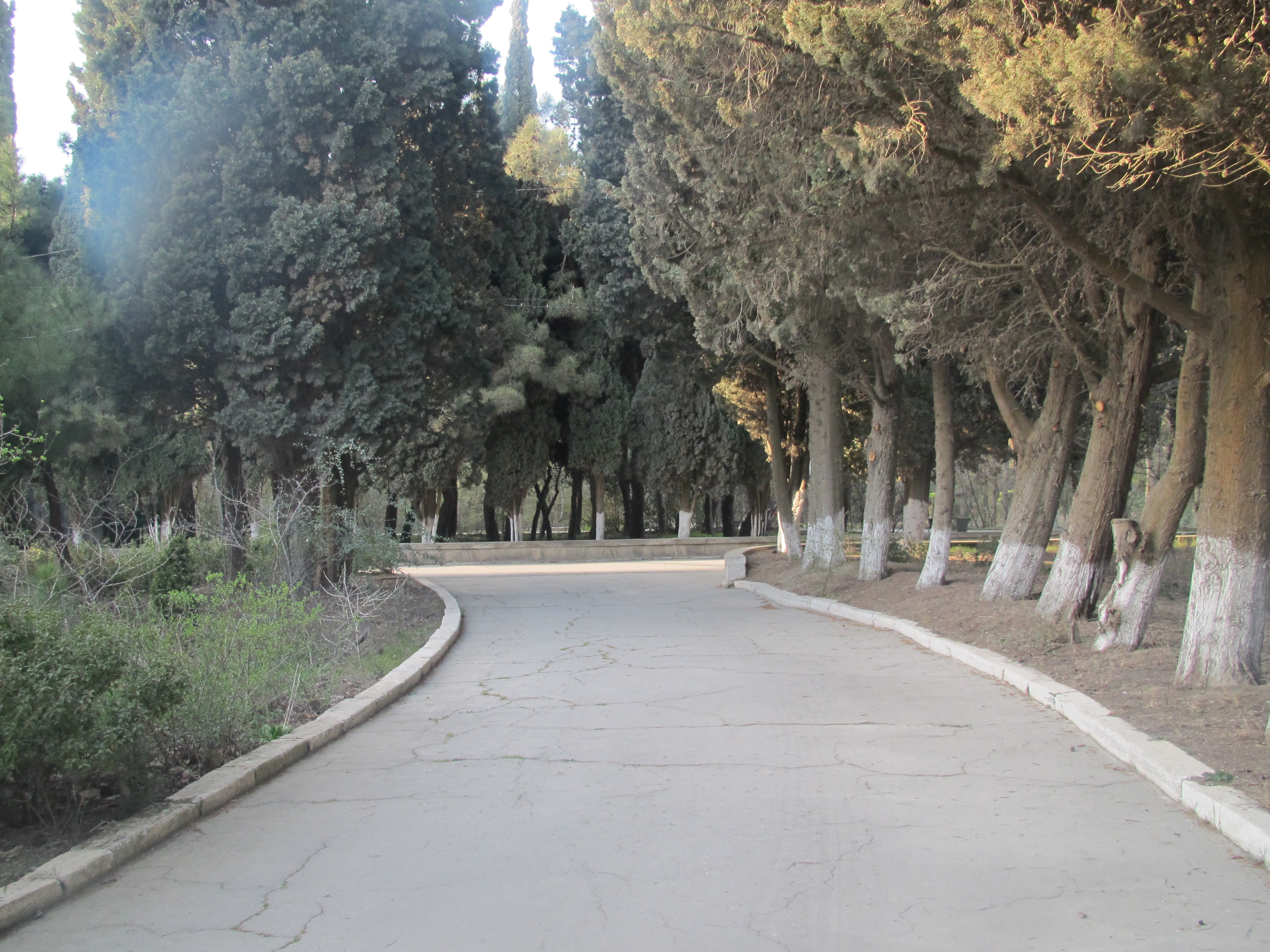
حديقه للحفاظ على انواع النباتات

حديقة نباتات - تقع في مدينة باكو، أذربيجان.وهي مؤسسة أبحاث علمية داخل أكاديمية العلوم الوطنية الأذربيجانية. والغرض الرئيسي من النبات هو حماية الأنواع النباتية في أذربيجان.

## رحلة
تأسست الحديقة في عام 1934، وهي تعمل منذ عام 1936 كمنظمة مستقلة. حتى عام 2000، كان المعهد النباتي فرع من الحديقة النباتية، التي تبلغ مساحتها 41,3 هكتار. وكان المخرج الأول ميخائيل فاسيليفيتش بريجيتسكي. وبقرار من هيئة أناس في عام 2000، قد ترك هيكل المعهد النباتي وأصبح منظمة علمية وبحثية حرة تحت إدارة علوم الأحياء والعلوم الطبية. الحدائق النباتية هي واحدة من أقدم شبكات المعلومات وتنظم الرحلات في كيس لدينا لغرض إدخال النباتات لمرحلة ما قبل المدرسة، وتلاميذ المدارس والطلاب. الحديقة النباتية المركزية، كمتحف أخضر، يعزز إنجازات العلوم البيولوجية وفكرة حماية الطبيعة بين السكان. العديد من زوار الحديقة كتلاميذ المدارس والطلاب والضيوف الأجانب، وممثلي مختلف السفارات والمنظمات العاملة في جمهوريتنا، باختصار، هم محبي الطبيعة.

## أقسام المؤسسة

### مختبر الأشجار والشجيرات
الاتجاهات الأنشطة الرئيسية
التحقيق في الخصائص التصنيفية والبيولوجية والنباتية الجغرافية والفيتوسينولوجية والبيولوجية والنباتية للأشجار والشجيرات من النباتات في أذربيجان وغيرها من البلدان.تطوير عدد من التوصيات للحفاظ على تجمع الجينات من أنواع النباتات وتحديد وجهات النظر لاستخدامها في الدفيئات.

### مختبر النباتات المهددة بالانقراض
دراسة وإدخال واستنساخ وحماية وتجميع النباتات النادرة والمهددة بالانقراض

### مختبر حماية النبات ورصده
النتائج العلمية الرئيسية
وقد تم دراسة التمايز فينوجينتيك بينوس سيلفستروس. السكان من القوقاز والمناطق المجاورة. وقد ثبتت حالة الوضع الحر للشمعة الأكبر من خلال استخدام مفتاح الوجهة الرقمية للكتاب الرقمي، الذي يستند إلى النتائج التي تم الحصول عليها من دراسة الخصائص التصنيفية والبيولوجية والإشعاعية لنوع دمشق.

### المجلس العلمي
رئيس المجلس، دكتوراه، أسوك. فرزاليف وحيد صابر أوغلو
أمين المجلس، دكتوراه، أسوك. هوسينوفا نيلوفار ابنة بهرام
أعضاء المجلس
عضو مناوب في أنس، دكتوراه في العلوم الفلسفية، أستاذ غوربانوف مقصود رستم أوغلو
بروف. بايراموف عارف علي أوغلو
بروف. إسكندر إلمان عثمان أوغلو
دوس. أسدوف كيرم ساديخ أوغلو
دوس. غاسيموف شاكر نبي أوغلو
دوس. زينالوف يوسف مختار أوغلو
إسغانداروف عساف طالب أوغلو
دوس. علييف إلدار يحيى أوغلو
سيفولاييف فريد سمادين أوغلو